# Bête du Val Ferret
La bête du Val Ferret est un animal carnivore à l'origine d'une série d'attaques sur des troupeaux entre 1994 et 1996, en Valais en Suisse. Ces attaques surviennent entre le val Ferret et le val d'Entremont.